# Ommata notatipes
Ommata notatipes là một loài bọ cánh cứng trong họ Cerambycidae.